# Visitor (návrhový vzor)
Návrhový vzor Visitor umožňuje rozšiřovat možnosti objektu bez nutnosti modifikace jeho třídy. Snaží se o podobný cíl jako aspektově orientované programování. Visitor patří mezi návrhové vzory, které ovlivňují chování tříd a jejich instancí, tzv. behavioral patterns.

## Účel
Návrhový vzor Visitor lze využít v situaci, kdy navrhujeme množinu tříd, do které již nebudeme žádnou třídu přidávat, ale je pravděpodobné, že budeme potřebovat přidat nějakou funkcionalitu. Připravíme se tedy na situaci, kdy jsme nuceni do všech tříd naší konečné množiny přidat další metodu.

## Princip
Principem je, že pro každou novou akci, kterou chceme dodat původní množině tříd, vytvoříme novou třídu. Tato nová třída představuje „návštěvníka“. Instanci tohoto návštěvníka pak předáme původní třídě a ta v podstatě sama na sebe zavolá odpovídající metodu návštěvníka. Původní třída tedy představuje „navštíveného“. Jinými slovy: návštěvník umí vykonat novou akci, navštívený ho přijme a nechá ho se sebou vykonat onu novou akci. Takže platí, že kolik bude dodatečných akcí, tolik bude návštěvnických tříd.

## Implementace
Pokud chceme implementovat návrhový vzor Visitor, budeme postupovat takto:
Z předchozího textu vyplývají 2 skutečnosti:
1. Instance navštěvované třídy musí umět přijmout návštěvnickou třídu.
2. Instance třídy návštěvníka musí umět provést danou akci s instancí třídy, kterou navštívil.

Tohoto dosáhneme tak, že definujeme rozhraní pro navštěvovanou třídu a rozhraní pro návštěvnickou třídu. Dále si popíšeme, co budou tato rozhraní obsahovat:
Rozhraní navštěvované třídy (INavstiveny)
- Toto rozhraní musí implementovat všechny navštěvované třídy.
- Rozhraní musí definovat metodu, která přijme návštěvníka a parametry. Tedy například:

```
public
 
interface
 
INavstiveny
 
{

	
public
 
Object
 
prijmi
(
INavstevnik
 
navstevnik
,
 
Object
 
parametry
);

}

```

Návratová hodnota a atribut parametry mají definován obecný typ Object. Díky tomu může tato metoda přijímat a vracet v podstatě jakékoliv parametry. V případě, že má metoda přijímat více parametrů, vložíme parametry do nějaké přepravky (Objekt, který obsahuje jiné objekty) a tu pak předáme v parametru.
Rozhraní návštěvnické třídy (INavstevnik)
- toto rozhraní musí implementovat všechny návštěvnické třídy. Tedy třídy, které budou dodávat novou funkcionalitu původním třídám. Toto rozhraní může vypadat například takto:

```
public
 
interface
 
INavstevnik
{

	
public
 
Object
 
aplikujNa
(
Navstiveny1
 
navstiveny
,
 
Object
 
parametry
);

	
public
 
Object
 
aplikujNa
(
Navstiveny2
 
navstiveny
,
 
Object
 
parametry
);

	
public
 
Object
 
aplikujNa
(
Navstiveny3
 
navstiveny
,
 
Object
 
parametry
);

	
public
 
Object
 
aplikujNa
(
Navstiveny4
 
navstiveny
,
 
Object
 
parametry
);

	
public
 
Object
 
aplikujNa
(
Navstiveny5
 
navstiveny
,
 
Object
 
parametry
);

}

```

Rozhraní INavstevnik ukládá návštěvníkům implementovat konkrétní verzi metody pro každou třídu z množiny navštěvovaných tříd. Příklady navštěvovaných tříd jsou nyní Navstiveny1, Navstiveny2, Navstiveny3, Navstiveny4, Navstiveny5.
Když se podíváme na rozhraní INavstevnik, zjistíme, proč je důležité, aby byla množina navštěvovaných tříd neměnná. V případě, kdy bychom do množiny přidali další třídu, museli bychom do rozhraní INavstevnik a do všech tříd, které jej implementují doplnit metodu pro přidanou třídu. To sice lze, ale v okamžiku, kdy je již návštěvnických tříd velké množství se může tato situace stát neudržitelnou.
Každá ze tříd, která bude implementovat rozhraní INavstiveny potom implementuje metodu prijmi takto:
```
public
 
Object
 
prijmi
(
INavstevnik
 
navstevnik
,
 
Object
 
params
){

	
return
 
navstevnik
.
aplikujNa
(
this
,
 
params
);

}

```

Jak jsem již dříve zmínil, navštívená třída zavolá sama na sebe metodu návštěvnické třídy.

## Ukázka
Vysvětlování a teorie již bylo uvedeno dost, nyní si pojďme ukázat použití návrhového vzoru Visitor na příkladu.
Představte si situaci, kdy máme navrhnout program pro jednoduchou evidenci územních celků v České republice. Územními celky rozumíme kraje, obce a části obce. Z toho tedy definujeme množinu tříd: Kraj, Obec, CastObce. Takže nyní máme skupinu tříd, která představuje územní celky, a také potřebujeme, aby instance těchto tříd uměly přijmout návštěvníka. Kromě těchto tříd definujeme také tři rozhraní: IUzemniCelek, INavstiveny, INavstevnik. Výsledný diagram tříd najdete na obrázku 1.
Obrázek 1: Diagram tříd (Class diagram)
(Obrázek bude doplněn)
Pojďme si nyní stručně vysvětlit, co nám diagram na obrázku 1 říká. Vidíme, že třídy Kraj, Obec a CastObce implementují rozhraní INavstiveny a IUzemniCelek. Jinými slovy, že jsou tyto třídy územními celky a že umějí přijmout návštěvníka. Dále si můžeme všimnout, že v kraji může být žádná a více obcí a v obci může být žádná a více částí obce. Územní celky tedy mohou tvořit jakousi strukturu. Dále na diagramu figuruje rozhraní INavstevnik, které je společným rozhraním pro všechny návštěvníky. V našem případě jsem vytvořil jednu návštěvnickou třídu NVystup. Třída NVystup je návštěvník, který umí poslat navštěvovanou třídu na jakýkoliv výstupní proud.
Nyní se podívejme na výpis konkrétních rozhraní a tříd, které můžeme vidět na diagramu.
Výpis rozhraní IUzemniCelek
```
package
 
navstevovani
;

/**

 * Rozhraní územních celků.

 * @author Michal Náprstek

 */

public
 
interface
 
IUzemniCelek
 
{

    
/**

     * @return počet obyvatel s trvalým pobytem hlášeným v konkrétním územním

     * celku.

     */

    
public
 
int
 
getPocetObyvatel
();

    
/**

     * @return rozloha územního celku v ha.

     */

    
public
 
long
 
getRozlohu
();

    
/**

     * @return název územního celku.

     */

    
public
 
String
 
getNazev
();

}

```

Předpokládáme, že množina druhů územních celků je pro náš systém konečná. V takovém případě můžeme vytvořit kód i výše zmíněných tříd. Budeme tedy chtít, aby implementovaly rozhraní IUzemniCelek. Dále bychom rádi připravili třídy na rozšíření o další metody. Necháme tedy všechny třídy implementovat také rozhraní INavstiveny, aby uměly přijmout návštěvníka.
Výpis třídy Kraj pak bude vypadat takto:
```
Výpis
 
třídy
 
Kraj

package
 
navstevovani
;

import
 
java.util.ArrayList
;

/**

 * Instance této třídy představují konkrétní kraje. Tato třída umí přijmout

 * návštěvníka podle návrhového vzoru Visitor.

 * @author Michal Náprstek

 */

public
 
class
 
Kraj
 
implements
 
IUzemniCelek
,
 
INavstiveny
 
{

    
private
 
int
 
pocetObyvatel
 
=
 
0
;

    
private
 
long
 
rozloha
 
=
 
0
;

    
private
 
String
 
nazev
 
=
 
new
 
String
(
""
);

    
private
 
ArrayList
<
Obec
>
 
obce
 
=
 
new
 
ArrayList
<
Obec
>
();

    
/**

     * Vytváří novou instanci kraje, a naplní parametry své atributy

     * @param pocetObyvatel počet obyvatel v kraji

     * @param rozloha rozloha kraje

     * @param nazev název kraje

     * @param obce obce v daném kraji

     */

    
public
 
Kraj
(
int
 
pocetObyvatel
,
 
long
 
rozloha
,
 
String
 
nazev
,
 
ArrayList
<
Obec
>
 
obce
)
 
{

        
this
.
pocetObyvatel
 
=
 
pocetObyvatel
;

        
this
.
rozloha
 
=
 
rozloha
;

        
this
.
nazev
 
=
 
nazev
;

        
this
.
obce
 
=
 
obce
;

    
}

    
/**

     * @inheritDoc

     */

    
public
 
int
 
getPocetObyvatel
()
 
{

        
return
 
pocetObyvatel
;

    
}

    

    
/**

     * @inheritDoc

     */

    
public
 
long
 
getRozlohu
()
 
{

        
return
 
rozloha
;

    
}

    
/**

     * @inheritDoc

     */

    
public
 
String
 
getNazev
()
 
{

        
return
 
nazev
;

    
}

    
/**

     * @return seznam obcí v daném kraji. Pokud kraj žádné obce nemá, vrací

     * prázdný seznam.

     */

    
public
 
ArrayList
<
Obec
>
 
getObce
()
 
{

        
return
 
obce
;

    
}

    
/**

     * @inheritDoc

     */

    
public
 
Object
 
prijmi
(
navstevnici
.
INavstevnik
 
navstevnik
,
 
Object
 
parametry
)
 
{

        
return
 
navstevnik
.
aplikujNa
(
this
,
 
parametry
);

    
}

}

```

Ostatní dvě třídy budou vypadat podobně jako třída Kraj:
Výpis třídy Obec
```
package
 
navstevovani
;

import
 
java.util.ArrayList
;

import
 
navstevnici.INavstevnik
;

/**

 * Instance této třídy představují konkrétní obce. Tato třída umí přijmout

 * návštěvníka podle návrhového vzoru Visitor.

 * @author Michal Náprstek

 */

public
 
class
 
Obec
 
implements
 
IUzemniCelek
,
 
INavstiveny
 
{

    
private
 
int
 
pocetObyvatel
 
=
 
0
;

    
private
 
long
 
rozloha
 
=
 
0
;

    
private
 
String
 
nazev
 
=
 
new
 
String
(
""
);

    
private
 
ArrayList
<
CastObce
>
 
castiObce
 
=
 
new
 
ArrayList
<
CastObce
>
();

    

    
/**

     * Vytváří novou instanci obce, a naplní parametry své atributy

     * @param pocetObyvatel počet obyvatel v obci

     * @param rozloha rozloha obce

     * @param nazev název obce

     * @param castiObce části dané obce

     */

    
public
 
Obec
(
int
 
pocetObyvatel
,
 
long
 
rozloha
,
 
String
 
nazev
,
 
ArrayList
<
CastObce
>
 
castiObce
)
 
{

        
this
.
pocetObyvatel
 
=
 
pocetObyvatel
;

        
this
.
rozloha
 
=
 
rozloha
;

        
this
.
nazev
 
=
 
nazev
;

        
this
.
castiObce
 
=
 
castiObce
;

    
}

    
/**

     * @inheritDoc

     */

    
public
 
int
 
getPocetObyvatel
()
 
{

        
return
 
pocetObyvatel
;

    
}

    
/**

     * @inheritDoc

     */

    
public
 
long
 
getRozlohu
()
 
{

        
return
 
rozloha
;

    
}

    
/**

     * @inheritDoc

     */

    
public
 
String
 
getNazev
()
 
{

        
return
 
nazev
;

    
}

    
/**

     * @return seznam částí obce v dané obci. Pokud v obec nemá žádné části

     * obce, vrací prázdný seznam.

     */

    
public
 
ArrayList
<
CastObce
>
 
getCasti
()
 
{

        
return
 
castiObce
;

    
}

    
/**

     * @inheritDoc

     */

    
public
 
Object
 
prijmi
(
INavstevnik
 
navstevnik
,
 
Object
 
parametry
)
 
{

        
return
 
navstevnik
.
aplikujNa
(
this
,
 
parametry
);

    
}

}

```

Výpis třídy CastObce
```
package
 
navstevovani
;

import
 
java.util.ArrayList
;

import
 
navstevnici.INavstevnik
;

/**

 * Instance této třídy představují konkrétní části obce. Tato třída umí přijmout

 * návštěvníka podle návrhového vzoru Visitor.

 * @author Michal Náprstek

 */

public
 
class
 
CastObce
 
implements
 
IUzemniCelek
,
 
INavstiveny
 
{

    
private
 
int
 
pocetObyvatel
 
=
 
0
;

    
private
 
long
 
rozloha
 
=
 
0
;

    
private
 
String
 
nazev
 
=
 
new
 
String
(
""
);

    
/**

     * Vytváří novou instanci části obce, a naplní parametry své atributy

     * @param pocetObyvatel počet obyvatel v části obce

     * @param rozloha rozloha části obce

     * @param nazev název části obce

     */

    
public
 
CastObce
(
int
 
pocetObyvatel
,
 
long
 
rozloha
,
 
String
 
nazev
)
 
{

        
this
.
pocetObyvatel
 
=
 
pocetObyvatel
;

        
this
.
rozloha
 
=
 
rozloha
;

        
this
.
nazev
 
=
 
nazev
;

    
}

    
/**

     * @inheritDoc

     */

    
public
 
int
 
getPocetObyvatel
()
 
{

        
return
 
pocetObyvatel
;

    
}

    
/**

     * @inheritDoc

     */

    
public
 
long
 
getRozlohu
()
 
{

        
return
 
rozloha
;

    
}

    
/**

     * @inheritDoc

     */

    
public
 
String
 
getNazev
()
 
{

        
return
 
nazev
;

    
}

    
/**

     * @inheritDoc

     */

    
public
 
Object
 
prijmi
(
INavstevnik
 
navstevnik
,
 
Object
 
parametry
)
 
{

        
return
 
navstevnik
.
aplikujNa
(
this
,
 
parametry
);

    
}

}

```

Jak je vidět, všechny tři třídy implementují metodu prijmi, aby mohly přijímat návštěvníka, a všechny ji implementují obdobně.
Dále si ukážeme, jak bude vypadat v tomto případě rozhraní pro všechny návštěvníky INavstevnik:
Výpis rozhraní INavstevnik
```
package
 
navstevnici
;

import
 
navstevovani.*
;

/**

 * Toto je rozhraní návštěvníka podle návrhového vzoru Visitor. Konkrétní návštěvník

 * umí nějakou konkrétní akci. Definuje pro každou třídu, která jej umí přijmout

 * jednu metodu, která provede danou akci s konkrétní instancí dané třídy.

 * @author Michal Náprstek

 */

public
 
interface
 
INavstevnik
 
{

    
/**

     * Metoda, která provádí konkrétní akci, kterou daný návštěvník umí s instancí

     * třídy Kraj

     * @param kraj kraj, se kterým se provede určitá akce

     * @param params parametry akce

     * @return návratová hodnota akce

     */

    
public
 
Object
 
aplikujNa
(
Kraj
 
kraj
,
 
Object
 
params
);

    
/**

     * Metoda, která provádí konkrétní akci, kterou daný návštěvník umí s instancí

     * třídy Obec

     * @param obec obec, se kterým se provede určitá akce

     * @param params parametry akce

     * @return návratová hodnota akce

     */

    
public
 
Object
 
aplikujNa
(
Obec
 
obec
,
 
Object
 
params
);

    
/**

     * Metoda, která provádí konkrétní akci, kterou daný návštěvník umí s instancí

     * třídy CastObce

     * @param castObce část obce, se kterým se provede určitá akce

     * @param params parametry akce

     * @return návratová hodnota akce

     */

    
public
 
Object
 
aplikujNa
(
CastObce
 
castObce
,
 
Object
 
params
);

```

Vidíme tedy, že každý návštěvník bude mít pro každou navštěvovanou třídu jednu verzi konkrétní metody. Nyní nám již nic nebrání se podívat, jak bude vypadat třída NVystup, která bude konkrétní implementací návštěvníka a bude mít na starost výpis navštěvované třídy do zadaného proudu.
Výpis třídy NVystup
```
package
 
navstevnici
;

import
 
java.io.IOException
;

import
 
java.io.OutputStream
;

import
 
navstevovani.CastObce
;

import
 
navstevovani.Kraj
;

import
 
navstevovani.Obec
;

/**

 * Instance této třídy umí zařídit, aby byly přijímané třídy poslány na daný výstup.

 * Umožňuje tedy poslat strukturovaný výpis na jakýkoliv výstupní proud.

 * @author Michal Náprstek

 */

public
 
class
 
NVystup
 
implements
 
INavstevnik
 
{

    
/**

     * Posílá kraj na daný výstup. Pošle na výstup i obce v kraji, a části obcí, 

     * které jsou v obcích v daném kraji.

     * @param kraj kraj, který má být poslán na výstup

     * @param params výstupní proud. Pokud se nejedná o instaci výstupního proudu je vyhozena výjimka

     * @return null

     */

    
public
 
Object
 
aplikujNa
(
Kraj
 
kraj
,
 
Object
 
params
)
 
{

        
OutputStream
 
os
 
=
 
(
OutputStream
)
 
params
;

        
String
 
out
 
=
 
kraj
.
getNazev
();

        
try
 
{

            
os
.
write
(
out
.
getBytes
());

        
}
 
catch
 
(
IOException
 
ex
)
 
{

            
System
.
out
.
println
(
"kraj se nepodarilo poslat na vystup."
);

        
}

        
for
(
Obec
 
o
 
:
 
kraj
.
getObce
()){

            
o
.
prijmi
(
this
,
 
params
);

        
}

        
return
 
null
;

    
}

    
/**

     * Posílá obec na daný výstup. Pošle na výstup i části obcí v obci.

     * @param obec obec, která má být poslána na výstup

     * @param params výstupní proud

     * @return null

     */

    
public
 
Object
 
aplikujNa
(
Obec
 
obec
,
 
Object
 
params
)
 
{

        
OutputStream
 
os
 
=
 
(
OutputStream
)
 
params
;

        
String
 
out
 
=
 
obec
.
getNazev
();

        
try
 
{

            
os
.
write
(
out
.
getBytes
());

        
}
 
catch
 
(
IOException
 
ex
)
 
{

            
System
.
out
.
println
(
"obec se nepodarilo poslat na vystup."
);

        
}

        
for
(
CastObce
 
co
 
:
 
obec
.
getCasti
()){

            
co
.
prijmi
(
this
,
 
params
);

        
}

        
return
 
null
;

    
}

    
/**

     * Posílá část obce na daný výstup.

     * @param castObce část obce, která má být poslána na výstup

     * @param params výstupní proud

     * @return null

     */

    
public
 
Object
 
aplikujNa
(
CastObce
 
castObce
,
 
Object
 
params
)
 
{

        
OutputStream
 
os
 
=
 
(
OutputStream
)
 
params
;

        
String
 
out
 
=
 
castObce
.
getNazev
();

        
try
 
{

            
os
.
write
(
out
.
getBytes
());

        
}
 
catch
 
(
IOException
 
ex
)
 
{

            
System
.
out
.
println
(
"cast obce se nepodarilo poslat na vystup."
);

        
}

        
return
 
null
;

    
}

}

```

Nyní program může fungovat například tak, že máme v paměti seznam krajů. Jak již víme, každý kraj obsahuje seznam obcí v daném kraji a každá obec má seznam částí obce. Potřebujeme-li za těchto okolností kompletní výpis poslat na výstup, vytvoříme návštěvníka s určitým výstupním proudem a tohoto návštěvníka postupně předáme všem krajům v seznamu. Návštěvník, tak jak jsme jej vytvořili, už sám projde v rámci kraje všechny jeho obce a jejich části a pošle je postupně na daný výstup.